# Casa de Nguyễn Phúc
A Casa de Nguyễn Phúc, também conhecida como Casa de Nguyễn Phước, é uma família e um ramo do sobrenome Nguyễn no Vietnã. Seus membros eram os Senhores Nguyễn (1558–1777, 1780–1802) e os imperadores da Dinastia Nguyễn (1802–1845). Bảo Đại também foi imperador do Estado do Vietnã (1949–1955) e Domínio da Coroa (1950–1955). Nguyễn Bặc (924–979), um oficial da Dinastia Đinh, foi o seu fundador.
Sob o imperador Gia Long, o governo da família não foi apenas restaurado, mas estendido a todo o Vietnã em 1802, marcando assim o início da Dinastia Nguyễn unificada. A Dinastia Nguyễn concordou com a supervisão francesa em 1883. Em 1887, o Vietnã tornou-se parte da União Indochinesa, que era administrada por um governador-geral francês.
O imperador Bảo Đại, o último governante da dinastia, mudou o nome do país de Aname de volta para Vietnã, um nome que se originou com Gia Long. Ele abdicou temendo por sua vida em 1945, depois que o Việt Minh tentou assassinar um de seus ex-primeiros-ministros. Os franceses retornaram após a rendição do Japão. Bảo Đại fugiu para Hong Kong, onde desenvolveu uma reputação de playboy.
O presidente francês Charles de Gaulle sugeriu que o ex-imperador Duy Tân retornasse ao Vietnã e reingressasse na política. Duy Tân, agora um herói nacional, morreu quando seu voo de volta caiu em 1945. Em 1949, nacionalistas não comunistas vietnamitas e os franceses reinstalaram Bảo Đại e criaram o Estado do Vietnã com ele como chefe de estado (國長, Quốc trưởng). Os franceses também supervisionaram a criação do Domínio da Coroa, onde ele ainda era oficialmente considerado o imperador. Este território existiu até 1955. Bảo Đại morreu em 1997 em Paris, França.
De acordo com um artigo do The New York Times em 1973, a ex-imperatriz viúva Hoàng Thị Cúc, mãe do último governante Bảo Đại, estimou que a família real tinha mais de 200.000 descendentes.

## História

### Como uma casa governante
A Casa de Nguyễn Phúc (Nguyen Gia Mieu) foi historicamente fundada no século XIV na vila de Gia Mieu, província de Thanh Hoa, antes de governar o sul do Vietnã de 1558 a 1777, tornando-se então a dinastia governante de todo o Vietnã. Tradicionalmente, a família remonta a Nguyễn Bặc (924–979), o primeiro duque de Dai Viet. Príncipes e descendentes masculinos de Gia Long são chamados de Hoàng Thân, enquanto descendentes masculinos de antigos senhores Nguyen são chamados de Tôn Thất. Os netos do imperador eram Hoàng tôn. As filhas do imperador eram chamadas de Hoàng nữ e sempre ganhavam o título de công chúa (princesa).
Sua sucessão ocorre praticamente de acordo com a lei da primogenitura, mas às vezes é conflitante. O primeiro conflito de sucessão surgiu em 1816, quando Gia Long estava planejando ter um herdeiro. Seu primeiro príncipe, Nguyễn Phúc Cảnh, morreu em 1802. Como resultado, surgiram duas facções rivais, uma apoiando Nguyễn Phúc Mỹ Đường, o filho mais velho do príncipe Cảnh, como príncipe herdeiro, enquanto outra apoia o príncipe Nguyễn Phúc Đảm (mais tarde Minh Mang).  O segundo conflito foi a sucessão de 1847, quando dois jovens príncipes, Nguyễn Phúc Hồng Bảo e Hồng Nhậm, foram arrastados pelo fracassado imperador Thieu Tri como possíveis herdeiros. A princípio, Thieu Tri aparentemente escolheu o príncipe Hồng Bảo porque ele era mais velho, mas depois de ouvir o conselho de dois regentes, Trương Đăng Quế e Nguyễn Tri Phương, ele revisou o herdeiro no último minuto e escolheu Hồng Nhậm como o príncipe herdeiro. 
Desde a queda de Huế durante a rebelião de Cần Vương contra os franceses em 7 de maio de 1885, o governo do protetorado francês de Aname gradualmente assumiria a gestão do orçamento e das finanças do governo da dinastia do Sul. Em 1894, a corte do Imperador Thành Thái designou o Residente-Superior Léon Jules Pol Boulloche para cuidar da gestão das receitas, despesas, impostos do estado, etc. Em 1900, o Governador-Geral da Indochina Francesa emitiu um decreto que estabeleceu o Conselho do Protetorado (Hội đồng Bảo hộ) ao lado do Residente-Superior para "discutir e determinar as receitas e despesas do orçamento do protetorado francês de Annam, mas que este conselho agiria de acordo com os cálculos e ordens do Residente-Superior. Nas reuniões do Conselho da Indochina Francesa (Hội đồng Đông Dương), o Governador-Geral decidiria por meio de ordens executivas." Devido a essas reformas, a Corte Huế perdeu muito poder e teve que remover os privilégios da família imperial da dinastia Nguyễn. Isso significou uma redução nas provisões e no dinheiro dado aos descendentes da linhagem imperial, gradualmente vários membros do Clã Imperial da dinastia Nguyễn cairiam na pobreza, pois dependiam fortemente do bem-estar do Estado.
Em uma entrevista de 1938 no jornal Tràng An com o Đại thần da Corte do Clã Imperial (宗人府大臣, Tôn Nhơn phủ Đại thần) Ưng Trình (1882-1974) sobre uma petição para que os membros do clã imperial pagassem os mesmos impostos que os outros grupos representados na Câmara dos Representantes do Povo de Aname, Ưng Trình observou que havia 2.000 membros masculinos Phủ Tôn Nhơn com idades entre 18 e 60 anos e que 3 em cada 4 estavam desempregados e não possuíam nenhuma terra. Isso mostrou que muitos membros do clã imperial viviam na pobreza e lutavam contra muitas dificuldades, como desemprego crônico e fome.

### Abolição da monarquia
A abdicação de Bảo Đại ocorreu em 25 de agosto de 1945 e marcou o fim do reinado de 143 anos da Dinastia Nguyễn sobre o Vietnã, encerrando a monarquia vietnamita. Bảo Đại abdicou em resposta à Revolução de Agosto, uma cerimônia de entrega do poder à recém-criada República Democrática do Vietnã, que foi estabelecida durante o fim da Segunda Guerra Mundial, quando o Vietnã havia sido ocupado pelos imperialistas franceses e, posteriormente, japoneses.
Depois que o Việt Minh enviou um telegrama à Cidade Imperial de Huế exigindo a abdicação do Imperador Bảo Đại, ele anunciou que abdicaria e abdicou oficialmente em 25 de agosto. Depois que um representante do Việt Minh convenceu Bảo Đại a realizar uma cerimônia pública de abdicação, ele o fez em 30 de agosto de 1945. A passagem do selo e da espada cerimoniais foi vista como uma forma simbólica de "passar o Mandato do Céu ao governo da República Democrática do Vietnã". Após sua abdicação, o Imperador Bảo Đại tornou-se "cidadão Vĩnh Thụy" (公民永瑞, công dân Vĩnh Thụy) e se tornaria conselheiro do novo governo da República Democrática do Vietnã em Hanói.

### Tentativas francesas de restabelecer a Dinastia Nguyễn

O brasão de armas do Estado do Vietnã.

Para combater a influência da República Democrática do Vietnã e do Việt Minh, os franceses foram forçados a conceder mais autonomia aos vietnamitas e o presidente francês Vincent Auriol providenciou que o antigo imperador Bảo Đại retornasse ao Vietnã e liderasse um novo estado vietnamita autônomo no que os franceses chamaram de "solução Bảo Đại" (Giải pháp Bảo Đại). Em 24 de abril de 1949, Bảo Đại retornaria da França para o Vietnã. Quase dois meses depois, em 14 de junho de 1949, Bảo Đại emitiu uma portaria dando-lhe o cargo de "Chefe de Estado do Estado do Vietnã" (Quốc trưởng Quốc gia Việt Nam), em suas memórias ele afirmou que fez isso para receber melhor reconhecimento em nível internacional. Além disso, em suas memórias, ele enfatizou que seu título próprio era "Imperador, Chefe de Estado" (Hoàng đế, Quốc trưởng). A posição deveria ser apenas temporária até que o Vietname tivesse um parlamento constitucional eleito.
Em 1950, Bảo Đại recebeu o "Domínio da Coroa", que incluía terras de minorias étnicas no Vietnã que foram colocadas diretamente sob seu governo, onde ele permaneceu como o "Imperador". Foi oficialmente criada em 15 de abril de 1950 e dissolvida em 11 de março de 1955.
Durante seu tempo como Chefe de Estado, ele frequentemente se ausentava da maioria dos eventos no Vietnã e frequentemente passava seu tempo na Europa ou em seu domínio, especificamente nas cidades turísticas de Đà Lạt, Nha Trang e Buôn Ma Thuột, em vez de atender às suas responsabilidades como chefe do governo.
Bảo Đại foi destituído do cargo de Chefe de Estado do Vietname durante uma eleição fraudulenta em 1955.

### Após 1955

O brasão pessoal do Imperador Bảo Đại que apareceu na capa de suas memórias autobiográficas Le dragon d'Annam, Bao Daï (1980).

Em 1957, durante sua visita à região da Alsácia, Bảo Đại conheceu Christiane Bloch-Carcenac, com quem teve um caso por vários anos. O relacionamento com Bloch-Carcenac resultou no nascimento de seu último filho, Patrick-Edward Bloch-Carcenac, que ainda vive na Alsácia, na França.
Em 1972, Bảo Đại emitiu uma declaração pública do exílio, apelando ao povo vietnamita pela reconciliação nacional, afirmando: "Chegou a hora de pôr fim à guerra fratricida e recuperar finalmente a paz e a harmonia". Às vezes, Bảo Đại mantinha residência no sul da França e, em particular, em Mônaco, onde navegava frequentemente em seu iate particular, um dos maiores do porto de Monte Carlo. Ele ainda teria grande influência entre as figuras políticas locais nas províncias de Quảng Trị e Thừa Thiên, em Huế. O governo comunista do Vietnã do Norte enviou representantes à França na esperança de que Bảo Đại se tornasse membro de um governo de coalizão que pudesse reunificar o Vietnã, na esperança de atrair seus apoiadores nas regiões onde ele ainda tinha influência.
Como resultado dessas reuniões, Bảo Đại se manifestou publicamente contra a presença de tropas americanas no Vietnã do Sul e criticou o regime do presidente Nguyễn Văn Thiệu no Vietnã do Sul. Ele pediu que todas as facções políticas criassem um governo livre, neutro e amante da paz, que resolvesse a situação tensa que havia se formado no país.
Em 1982, Bảo Đại, sua esposa Monique e outros membros da antiga família imperial do Vietnã visitaram os Estados Unidos. Sua agenda era supervisionar e abençoar cerimônias religiosas budistas e caodaístas nas comunidades vietnamitas-americanas da Califórnia e do Texas.
Ao longo da vida de Bảo Đại, tanto no Vietnã quanto na França, ele permaneceu impopular entre a população vietnamita, pois era considerado um fantoche político do regime colonialista francês, por não ter qualquer forma de poder político e por sua cooperação com os franceses e por seus ideais pró-franceses. O antigo imperador esclareceu, no entanto, que seu reinado sempre foi uma batalha constante e um equilíbrio entre a preservação da monarquia e da integridade da nação versus a fidelidade às autoridades francesas. Em última análise, o poder foi transferido da sua pessoa para campos ideológicos e face às influências subestimadas de Diem sobre as facções dentro do império. Bảo Đại morreu em um hospital militar em Paris, França, em 30 de julho de 1997. Ele foi enterrado no Cimetière de Passy. Após a morte de Bảo Đại, Bảo Long herdou o cargo de chefe da Casa de Nguyễn Phúc. Ele permaneceu fora da política e viveu discretamente em Paris.
Bảo Long supostamente vendeu a espada que foi entregue na cerimônia de abdicação de 1945. Embora a Liga Monarquista Constitucional Vietnamita (liderada pelo pretendente rival Nguyễn Phúc Bửu Chánh) desejasse restaurar a dinastia Nguyễn ao trono sob uma monarquia constitucional, como no Camboja e na Tailândia, Bảo Long não apoiou suas aspirações políticas.
Em 28 de julho de 2007, após a morte de Bảo Long, o novo chefe da Casa de Nguyễn Phúc tornou-se Nguyễn Phúc Bảo Thăng.
Bảo Thăng faleceu em 22 de março de 2017, e o título de chefe da Casa passou para Nguyễn Phúc Bảo Ngọc.
Em junho de 2022, a organização Hội đồng Nguyễn Phước tộc Việt Nam propôs renomear uma rua como "Đường Gia Long" em Huế em homenagem ao 220º aniversário da unificação do país pelo Imperador Gia Long.

## Títulos
Primeiro nomeado para governar a região ao sul do rio Gianh pelo imperador da Dinastia Lê Posterior, o primeiro ancestral dos senhores Nguyễn nesta região nomeado que recebeu um título de nobreza foi Nguyễn Kim, que recebeu o título de duque do estado de Trừng (澄國公, Trừng quốc công). O título mais alto de nobreza no Vietnã era o de Quốc Vương (國王), que Liam Kelley traduz como "Príncipe" ou "Príncipe de Estado", [c] imediatamente abaixo dele estava o título de "Duque" (公, công) com títulos como "Duque de Comando" (郡公, quận công), "Duque de Estado" (國公, quốc công), etc. Prefixos, como "Grande Mentor" (太傅, thái phó) e "Grande Guardião" (太保, thái bảo) eram às vezes adicionados a esses termos um tanto gerais para criar gradações entre as várias classes de nobreza.
O Senhor Nguyễn Hoàng recebeu o título nobre de "Grão-Duque Mentor do Estado de Trừng" (太傅澄國公, Thái phó Trừng quốc công) pelo Imperador da Dinastia Lê Posterior, mais tarde Lord Nguyễn Phúc Nguyên (filho de Nguyễn Hoàng) receberia o upgrade título de "Grande Duque Guardião do Comando" (太保郡公, Thái bảo quận công).
Títulos posteriores foram concedidos pelos senhores Nguyễn a si mesmos, no entanto, eles continuariam a reconhecer tanto os títulos da corte imperial da dinastia Lê posterior quanto sua submissão nominal a ela. De acordo com o Đại Nam thực lục, em 1744 um oficial de Đàng Trong chamado Nguyễn Đăng Thịnh solicitou que seu senhor Nguyễn Phúc Khoát "retificasse sua posição", mas na realidade Nguyễn Đăng Thịnh pediu que ele se proclamasse imperador, justificando isso afirmando que ele já controlava mais terras do que a Dinastia Shang quando foi fundada. Em resposta, Nguyễn Phúc Khoát concedeu-se o título de Quốc Vương em 1744, o mesmo título que os senhores de Trịnh detinham desde 1599. Uma distinção importante entre os clãs rivais Nguyễn e Trịnh é que os Trịnh receberam o título de Vương do Imperador, enquanto os Nguyễn nunca tiveram oficialmente um título superior a "duque" aos olhos da corte Lê.

## Organizações

### Associação de Socorro e Assistência Mútua da Família Real de Aname

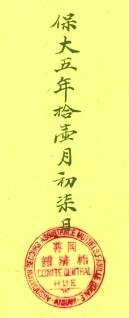
O selo do Đồng tôn tương tế phổ afixado em documento emitido no ano Bảo Đại 5 (1930).

A Đồng tôn tương tế phổ (Hán-Nôm: 同尊相濟譜; francês: Association Secours Assistance Mutuels Famille Royale Annam) foi oficialmente estabelecida em novembro de 1926 por membros abastados do clã imperial. A organização tinha a tarefa de tentar ajudar os membros mais pobres do clã imperial por meio de solidariedade, assistência mútua, cuidado com o luto, hospitalidade e educação. A primeira reunião do Đồng tôn tương tế phổ foi realizada por seus 21 fundadores na sede da Corte do Clã Imperial em Huế, a cerimônia de estabelecimento da organização contou com a presença de vários funcionários da Corte do Clã Imperial, bem como convidados franceses e vietnamitas. Ao contrário do Tribunal do Clã Imperial, que se referia aos assuntos políticos e religiosos do clã Nguyễn Phúc, o Đồng tôn tương tế phổ foi estabelecido "para obrigar o parentesco e a cordialidade dos parentes do clã imperial e aconselhar uns aos outros a fazer o bem, das seguintes maneiras: primeiro, para obter os recursos ou dinheiro para apoiar uns aos outros no caso de um acidente e com o processo de luto; segundo, para ajudar os membros do clã imperial a educar seus filhos para serem inteligentes e fornecer dinheiro e ajudar na educação dos membros empobrecidos do clã imperial para ajudá-los a obter alfabetização ou aprendizados e, terceiro, a associação escreveu cartas de felicitações, bem como convites e distribuiu presentes aos membros do clã imperial para sua felicidade".
Os membros do Đồng tôn tương tế phổ concordaram com um rascunho detalhado do programa com 55 pontos que ditariam o que a organização faria. As pessoas que ajudaram a redigir este programa incluíam confucionistas e membros educados no Ocidente, os membros que ajudaram a redigir o programa incluíam o Tham tri do Ministério da Guerra (Binh bộ Tham tri) Ưng Bàng, o Lang trung do Ministério da Justiça (Lang trung Bộ Hình) Tôn Thất Toại, o administrador Bửu Trưng, o Tham tri do Ministério de Obras Públicas (Công bộ Tham tri) Ưng Đồng, o gerente provisório de educação do Ministério dos Ritos (Thị độc học sĩ Tạm phái Lễ bộ) Ưng Gia, e o educador de formação francesa Ưng Lộc. O programa do Đồng tôn tương tế phổ foi finalmente aprovado pelo Residente-Superior interino de Annam Jean Charles Joseph d'Elloy em 6 de outubro de 1926.
No 16º dia do 8º mês do ano Bảo Đại 2 (11 de setembro de 1927), o Đồng tôn tương tế phổ realizou outra reunião no palácio da Corte do Clã Imperial, da qual participaram 99 membros da associação. Durante esta reunião, eles discutiram uma revisão do programa. Foi redigido um estatuto revisto que emprestaria livros e distribuiria tinta aos bons estudantes que fossem membros do clã imperial Nguyễn Phúc. Em 13 de março de 1928, o Residente-Superior de Annam Jules Friès aprovou o novo estatuto. A partir deste ponto, a Đồng tôn tương tế phổ tornou-se uma associação oficial com 184 membros, gozando de pleno estatuto legal e reconhecida pelo governo, tendo uma estrutura organizacional rigorosa, orçamento e selo próprio.
O selo do Đồng tôn tương tế phổ tinha formato circular e era dividido em duas partes, no anel externo estava a inscrição Association Secours Assistance Mutuels Famille Royale-Annam em francês (que traduzido para o vietnamita como Hội Cứu tế – Tương tế hoàng tộc – Trung kỳ), enquanto em seu centro estavam os caracteres chineses tradicionais "同尊相濟譜" (Đồng tôn tương tế phổ) seguidos pela inscrição francesa Comite Central Hue.

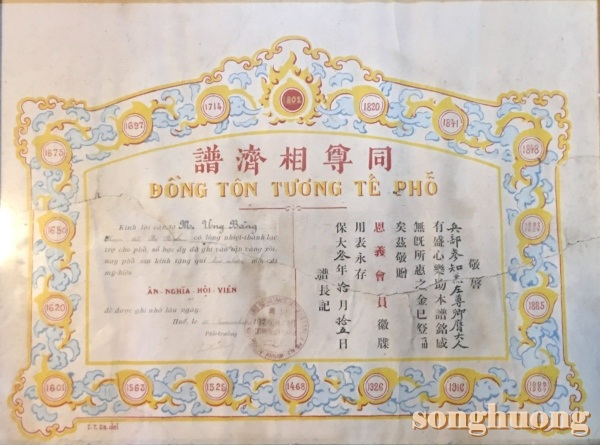
Um certificado de agradecimento a um membro (Bằng chứng nhận Ân nghĩa hội viên) emitido pelo Đồng tôn tương tế phổ ao Tham tri do Ministério da Guerra, Sr

Todas as regras e regulamentos da associação foram publicados em um livro intitulado Đồng-tôn-tương-tế phổ Chương-trình (同尊相濟譜章程, "Programa do Đồng tôn tương tế phổ") publicado pela primeira vez em Huế em 1930. O conteúdo do livro foi ditado pelo Conselho de Curadores e continha o propósito, os princípios, os ideais e os modos de operação da associação, bem como os direitos e obrigações dos seus membros. Além disso, os documentos relacionados à reunião anual da Assembleia Geral também foram sintetizados e publicados pelo Conselho de Curadores em livros para distribuição aos membros para referência e monitoramento.
A estrutura organizacional do Đồng tôn tương tế phổ era chefiada por um Conselho de Governo (Hội đồng trị sự), que (durante a sua criação em 1926) era composto por 1 chefe (Phổ trưởng), 1 vice-chefe (Phó Phổ trưởng), 1 secretário (Thư ký), 2 secretários adjuntos (Phó Thư ký) dos quais 1 seria especialista em língua francesa e 1 seria especialista em caracteres chineses, 1 gestor de fundos (Trưởng quỹ) e 1 gestor de fundos adjunto (Phó Trưởng quỹ). Em 1927, o Conselho de Administração ajustou o seu aparelho organizacional e, a partir daí, a estrutura organizacional da associação mudaria regularmente de tempos a tempos para se adaptar à situação real da época e corresponder ao desenvolvimento da organização.
Oficialmente, o Imperador Bảo Đại era o chefe da organização e doou pessoalmente 1000 piastras durante seu primeiro ano de existência. Além disso, os membros honorários da associação também incluíam o Residente-Superior de Aname e muitos membros de alto escalão do governo da dinastia do Sul.
A organização também tinha capítulos provinciais que tinham permissão para eleger um delegado para participar das reuniões anuais na Cidade Imperial de Huế. Todos os anos, o Conselho de Administração resumia o trabalho realizado no ano anterior, elaborava um relatório sobre as receitas e despesas da associação e discutia os planos para o ano seguinte.
A associação ajudou os membros do clã Nguyễn Phúc a estudar (da escola primária à universidade), ensinou-lhes moralidade, iniciou negócios privados e estudou no exterior em Hanói ou em países ocidentais. Durante a sua existência, o Đồng tôn tương tế phổ ajudou muitos membros do clã Nguyễn Phúc a melhorar as suas competências profissionais e ofereceu apoio financeiro aos membros mais jovens do clã, fornecendo formação em alfabetização, formação profissional e bolsas universitárias.
Com a abolição da dinastia Nguyễn em 1945, o Tribunal do Clã Imperial foi abolido, o que também significou o fim das operações nacionais do Đồng tôn tương tế phổ.

### Conselho Administrativo da Família Nguyễn Phúc
Após a abolição do estado da dinastia Nguyễn em 1945, o Tribunal do Clã Imperial deixou de ser uma agência governamental e passou a ser uma organização não governamental, tornando-se o Hội đồng trị sự Nguyễn Phước Tộc, que continuou a cumprir as funções do Tribunal do Clã Imperial.
Entre os anos de 1971 e 1972 o Hội đồng trị sự Nguyễn Phước Tộc doou grandes somas de dinheiro para reconstruir o Thái miếu, que foi quase completamente destruído durante a Primeira Guerra da Indochina. O Thái miếu reconstruído foi usado como um salão para realizar rituais de sacrifício em adoração aos senhores Nguyễn. A restauração do Thái miếu não só restabeleceu e enriqueceu as instalações de culto aos antepassados na Cidade Imperial, como também tornou a antiga capital Nguyễn um destino mais atraente para os turistas.

### Associação de Ajuda Mútua da Família Nguyễn Phúc
O Nguyễn Phước Tộc tương tế hội foi estabelecido pelo Decreto nº 876/BNV/KS/14 (Nghị định số 876/BNV/KS/14) emitido pelo Ministério de Assuntos Internos do governo do Vietnã do Sul. A criação do Nguyễn Phước Tộc tương tế hội foi solicitada pelo Hội đồng trị sự Nguyễn Phước Tộc para cumprir as funções do anterior Đồng ton tương tế phổ que existia durante o Período da dinastia Nguyễn para ajudar os membros do clã Nguyễn Phúc.
Embora o Nguyễn Phước Tộc tương tế hội tenha sido inicialmente eficaz, acabou sendo abolido.

### Conselho do Clã Nguyễn Phúc do Vietnã

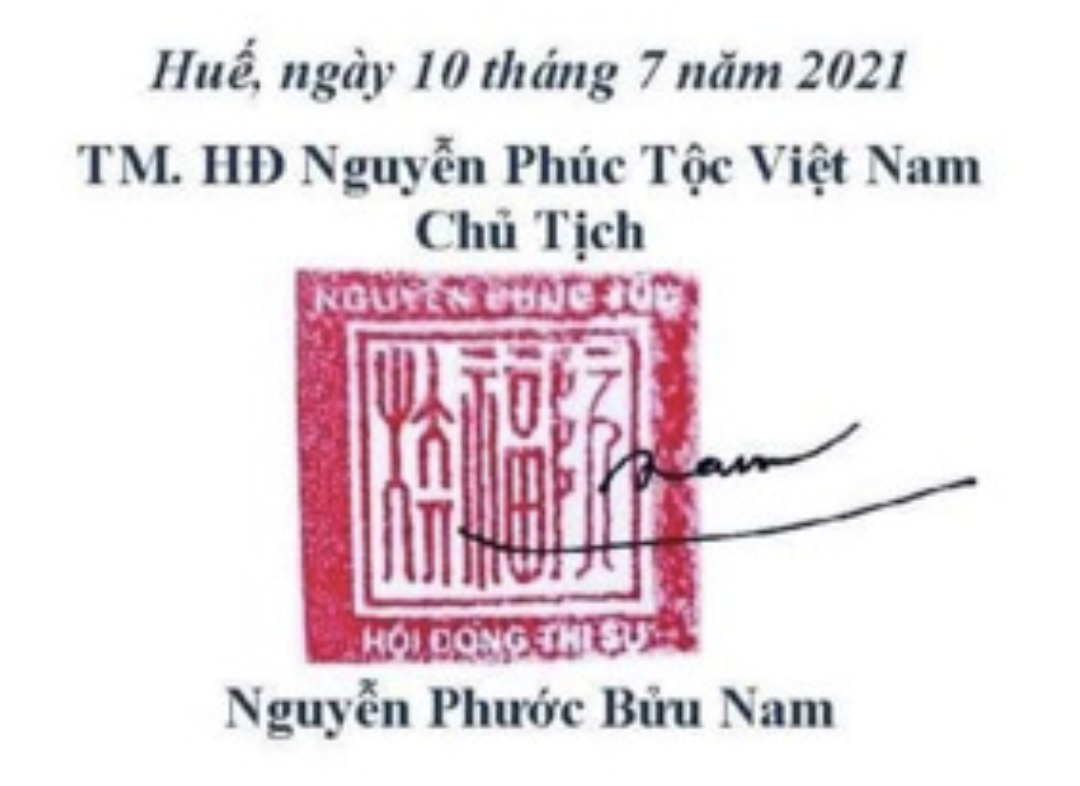
O selo do Hội đồng Nguyễn Phúc tộc Việt Nam.

O Hội đồng Nguyễn Phúc tộc Việt Nam (também escrito como Hội đồng Nguyễn Phước tộc Việt Nam) é uma organização do clã Nguyễn Phúc. Em junho de 2022, o presidente desta organização é o Professor Associado Dr. Nguyễn Phước Bửu Nam.
Em 26 de abril de 2022, Thanh Niên relatou sobre a adoração de bà Thứ phi Hoàng Phi Yến no Templo Tùng Thiện Vương em Huế, província de Thừa Thiên Huế. O Hội đồng Nguyễn Phúc tộc Việt Nam organizou uma discussão acadêmica sobre "Um Templo Sơn e a Sra. Phi Yến em Côn Đảo, uma questão de lendas para registros de herança" (An Sơn miếu và bà Phi Yến ở Côn Đảo, vấn đề từ truyền thuyết đến hồ sơ di sản). Após a discussão, o Hội đồng Nguyễn Phúc tộc Việt Nam propôs ao Ministério da Cultura, Esportes e Turismo revogar a decisão de reconhecimento do patrimônio cultural imaterial nacional (Di sản văn hóa phi vật thể) para o aniversário de morte da concubina imperial Phi Yến.
O seminário contou com a presença e participação de estudiosos da história, da cultura e do período da dinastia Nguyễn de Huế e Hanói, incluindo o ex-presidente da Sociedade de Ciências Históricas de Thừa Thiên – Huế (Hội Khoa học Lịch sử Thừa Thiên – Huế). Os pesquisadores incluíram Nguyễn Xuân Hoa (ex-diretor do Departamento de Cultura e Esportes da província de Thừa Thiên Huế), Nguyễn Quang Trung Tiến (ex-reitor da Faculdade de História da Universidade de Ciências de Huế), Assoc. Nguyễn Văn Đăng (ex-reitor da Faculdade de História da Universidade de Ciências de Huế), Trần Đại Vinh (ex-presidente da Associação de Artes Folclóricas de Thừa Thiên Huế) Estudos Hán-Nôm, Academia de Ciências Sociais do Vietnã), entre outros. O seminário recebeu 16 relatórios de pesquisadores, dos quais 3 foram apresentados no seminário e mais de 10 comentários foram apresentados. Os estudiosos concluíram que a concubina imperial Phi Yến é uma personagem fictícia.
Eles observaram que a concubina imperial Phi Yến não está registrada na história oficial da dinastia Nguyễn, nem é encontrada na genealogia da família imperial da dinastia Nguyễn (Hoàng tộc triều Nguyễn). Os registros mostram que tanto estudiosos franceses quanto estudos publicados provam que o Thứ phi Hoàng Phi Yến (chamado Lê Thị Răm) e o Príncipe Cải (também conhecido como Príncipe Hội An, ou hoàng tử Hội An) são personagens fictícios que não aparecem na história da dinastia Nguyễn.
Em maio de 2022, o Ministério da Cultura, Esportes e Turismo respondeu que consideraria revogar o status de patrimônio cultural imaterial com base nas recomendações do Hội đồng Nguyễn Phúc tộc Việt Nam.
Em 2022, a organização participou de uma discussão acadêmica sobre os méritos e importantes contribuições históricas do Imperador Gia Long, onde observaram como, após a reunificação territorial, Gia Long estabeleceu a soberania sobre os arquipélagos de Hoàng Sa e Trường Sa.

## Chefes da casa
Os números geracionais abaixo são da tabela genealógica do clã. Em diversas ocasiões, imperadores foram depostos pelas autoridades coloniais francesas e substituídos por representantes de linhagens reais alternativas. A linha "I" é vista como a linha mais legítima. A linha Dục Đức vai para 15. Eu, 16. Eu, 17. Eu e 18. I, enquanto a linha Đồng Khánh vai para 15. II, 16. II, 17. II, 18. II e 18. III.
| Chefes da Casa de Nguyễn Phúc            | Chefes da Casa de Nguyễn Phúc | Chefes da Casa de Nguyễn Phúc      | Chefes da Casa de Nguyễn Phúc               | Chefes da Casa de Nguyễn Phúc | Chefes da Casa de Nguyễn Phúc |
| Geração                                  | Lived                         | Reinado                            | Nome                                        | Nome de era                   | Notas |
| ---------------------------------------- | ----------------------------- | ---------------------------------- | ------------------------------------------- | ----------------------------- | --- |
| 1                                        | 1525–1545                     |                                    | Nguyễn Kim                                  |                               | |
| Senhores Nguyễn                          |                               |                                    |                                             |                               | |
| 2                                        | 1558–1613                     | 1558–1613                          | Nguyễn Hoàng                                |                               | |
| 3                                        | 1563–1635                     | 1613–1635                          | Nguyễn Phúc Nguyên                          |                               | Primeiro a usar o nome "Nguyễn Phúc" |
| 4                                        | 1601–1648                     | 1635–1648                          | Nguyễn Phúc Lan                             |                               | |
| 5                                        | 1620–1687                     | 1648–1687                          | Nguyễn Phúc Tần                             |                               | |
| 6                                        | 1650–1691                     | 1687–1691                          | Nguyễn Phúc Thái                            |                               | |
| 7                                        | 1675–1725                     | 1691–1725                          | Nguyễn Phúc Chu                             |                               | |
| 8                                        | 1696–1738                     | 1725–1738                          | Nguyễn Phúc Trú                             |                               | |
| 9                                        | 1714–1765                     | 1738–1765                          | Nguyễn Phúc Khoát                           |                               | |
| 10                                       | 1754–1777                     | 1765–1777                          | Nguyễn Phúc Thuần                           |                               | |
| Imperadores do Vietnã                    |                               |                                    |                                             |                               | |
| 11                                       | 1762–1820                     | 1802–1820                          | Nguyễn Phúc Ánh                             | Gia Long                      | Filho de Nguyễn Phúc Luân. |
| 12                                       | 1791–1841                     | 1820–1841                          | Nguyễn Phúc Đảm                             | Minh Mạng                     | Filho de Gia Long. |
| 13                                       | 1807–1847                     | 1841–1847                          | Nguyễn Phúc Miên Tông                       | Thiệu Trị                     | Filho de Minh Mạng. |
| 14.I                                     | 1829–1883                     | 1847–1883                          | Nguyễn Phúc Thi                             | Tự Đức                        | Filho de Thiệu Trị. |
| 15.I                                     | 1852–1883                     | 20–23 July 1883                    | Nguyễn Phúc Ưng Ái                          | Dục Đức                       | Filho de Nguyễn Phúc Hồng Y, neto de Thiệu Trị.                                                                                          |
| 14.II                                    | 1847–1883                     | 30 de julho–29 de novembro de 1883 | Nguyễn Phúc Hồng Dật                        | Hiệp Hòa                      | Filho de Thiệu Trị. |
| 15.III                                   | 1869–1884                     | 1883–1884                          | Nguyễn Phúc Ưng Đăng                        | Kiến Phúc                     | Terceiro filho de Nguyễn Phúc Hồng Cai, neto de Thiệu Trị. Sobrinho de Tự Đức que foi adotado como filho.                                |
| 15.IV                                    | 1872–1943                     | 1884–1885                          | Nguyễn Phúc Ưng Lịch                        | Hàm Nghi                      | Quinto filho de Nguyễn Phúc Hồng Cai, neto de Thiệu Trị. Meio-irmão mais novo de Kiến Phúc e Đồng Khánh.                                 |
| 15.II                                    | 1864–1889                     | 1885–1889                          | Nguyễn Phúc Ưng Kỷ                          | Đồng Khánh                    | Filho mais velho de Nguyễn Phúc Hồng Cai, neto de Thiệu Trị. Sobrinho de Tự Đức que foi adotado como filho.                              |
| 16.I                                     | 1879–1954                     | 1889–1907                          | Nguyễn Phúc Bửu Lân                         | Thành Thái                    | Filho de Dục Đức. Deposto pelos franceses em favor de seu filho, Duy Tân.                                                                |
| 17.I                                     | 1900–1945                     | 1907–1916                          | Nguyễn Phúc Vĩnh San                        | Duy Tân                       | Filho de Thành Thái. |
| 16.II                                    | 1885–1925                     | 1916–1925                          | Nguyễn Phúc Bửu Đảo                         | Khải Định                     | Filho de Đồng Khánh. Ele reinou após a deposição de Duy Tân pelos franceses, portanto sua sucessão e ordem geracional não são as mesmas. |
| 17.II                                    | 1913–1997                     | 1926–1945                          | Nguyễn Phúc Vĩnh Thụy                       | Bảo Đại                       | Filho de Khải Định. Imperador de Aname de 1926 a 1945, Imperador do Vietnã em 1945 e chefe de Estado do Vietnã do Sul de 1949 a 1955.    |
| Chefes da Casa de Nguyễn Phúc desde 1997 |                               |                                    |                                             |                               | |
| 18.II                                    | 1934–2007                     | 1997–2007                          | Nguyễn Phúc Bảo Long                        |                               | Príncipe herdeiro e filho mais velho de Bảo Đại.                                                                                         |
| 18.III                                   | 1944–2017                     | 2007–2017                          | Nguyễn Phúc Bảo Thăng                       |                               | Irmão de Bảo Long. |
| 18.I                                     | 1933–                         | 2017–presente                      | Nguyễn Phúc Bảo Ngọc (Guy Georges Vĩnh San) |                               | Filho mais velho de Duy Tân. |

## Símbolos

### Estandartes imperiais
| Bandeira | Duração                        | Usar                                                     | Nome/Descrição |
| -------- | ------------------------------ | -------------------------------------------------------- | --- |
|          | 1885–1890                      | Bandeira do imperador Đồng Khánh                         | Đại Nam Đế Kỳ (Estandarte pessoal do Imperador de Đại Nam). Đại Nam (大南, Grande Sul) era o nome oficial do Vietnã naquela época. |
|          | 1890–1920                      | Bandeira dos imperadores Thành Thái, Duy Tân e Khải Định | Um campo vermelho com uma única faixa amarela. Conhecida como Bandeira Long tinh ou Estrela do Dragão.                             |
|          | 1920–1945                      | Bandeira dos imperadores Khải Định e Bảo Đại             | Um campo amarelo com uma única faixa vermelha. Conhecida como Bandeira Long tinh ou Estrela do Dragão.                             |
|          | 8 de maio–30 de agosto de 1945 | Bandeira do imperador Bảo Đại                            | Um campo amarelo com uma única faixa vermelha. Conhecida como Bandeira Long tinh ou Estrela do Dragão.                             |

#### Estandartes pessoais dos imperadores
| Estandarte | Duração    | Uso                                                     | Nome/Descrição |
| ---------- | ---------- | ------------------------------------------------------- | --- |
|            | 1922–1945  | Estandarte pessoal dos imperadores Khải Định e Bảo Đại. | Proporção: 2:3. |
|            | 1941?–1945 | Fanion real (Cờ Nhà Vua) da Dinastia Nguyễn.            | A "bandeira amarela e do dragão" (黃龍旗, Hoàng-long kì) ou a "bandeira do Filho do Céu " (天子旗, Thiên-tử kì). Proporção: 1:2. |
|            | 1941?–1945 | Estandarte Imperial da Dinastia Nguyễn.                 | Proporção: 1:2. |
|            | 1948–1955  | Estandarte pessoal do Chefe de Estado Bảo Đại.          | Proporção: 2:3. |

### Brasões de armas

Brasão da Dinastia Nguyễn representando um dragã .
Brasão variante da Dinastia Nguyễn.

### Selos de herança

Đại Việt quốc Nguyễn Chúa vĩnh trấn chi bảo (大越國阮𪐴永鎮之寶, "Selo do governo eterno dos Senhores Nguyễn do Reino do Grande Viêt") escrito em escrita de selo.[65][66]
Đại Nam thụ thiên vĩnh mệnh truyền quốc tỷ (大南受天永命傳國璽, "O Grande Sul tem o eterno Mandato do Céu, selo de jade para a transmissão do legado do Império") escrito em escrita de selo.[65][67]